# Kaiser Wilhelm der Grosse
Vous lisez un « bon article » labellisé en 2010.
Le Kaiser Wilhelm der Grosse (Kaiser Wilhelm der Große selon la typographie  allemande, en français : « Empereur Guillaume le Grand ») est un paquebot transatlantique allemand, construit à Stettin pour la Norddeutscher Lloyd (NDL). Mis en service en 1897, il est le premier paquebot au monde à être pourvu de quatre cheminées. Avec trois sister-ships construits entre 1901 et 1907 (le Kronprinz Wilhelm, le Kaiser Wilhelm II et le Kronprinzessin Cecilie), il est à l'origine de la course à la grandeur et à la vitesse qui oppose les grandes compagnies maritimes du début du XXe siècle.
Le navire se caractérise en effet par sa taille imposante, son luxe et sa vitesse, et marque l'aboutissement de la volonté politique de l'empereur d'Allemagne Guillaume II qui souhaitait faire de son pays une puissance navale de premier plan. Le paquebot dérobe ainsi le Ruban bleu aux Britanniques qui le détenaient depuis de nombreuses années. Le navire connaît cependant quelques incidents. En 1900, il échappe de peu à un incendie dans le port de New York. Le 21 novembre 1906, il est impliqué dans une collision dans la rade de Cherbourg avec le navire anglais Orinoco.
En 1914, dans le cadre de la Première Guerre mondiale, il est transformé en croiseur auxiliaire. Chargé de missions de piraterie, il capture et coule plusieurs navires au cours du premier mois du conflit. Sa participation est cependant de courte durée : le 26 août, il engage un combat contre le croiseur britannique Highflyer qui le touche sévèrement. L'équipage saborde alors le navire, bien que les Britanniques s'attribuent un temps le naufrage. L'épave du paquebot repose au large de Río de Oro et n'est démantelée qu'en 1952.

## Histoire

### Origines, conception et construction

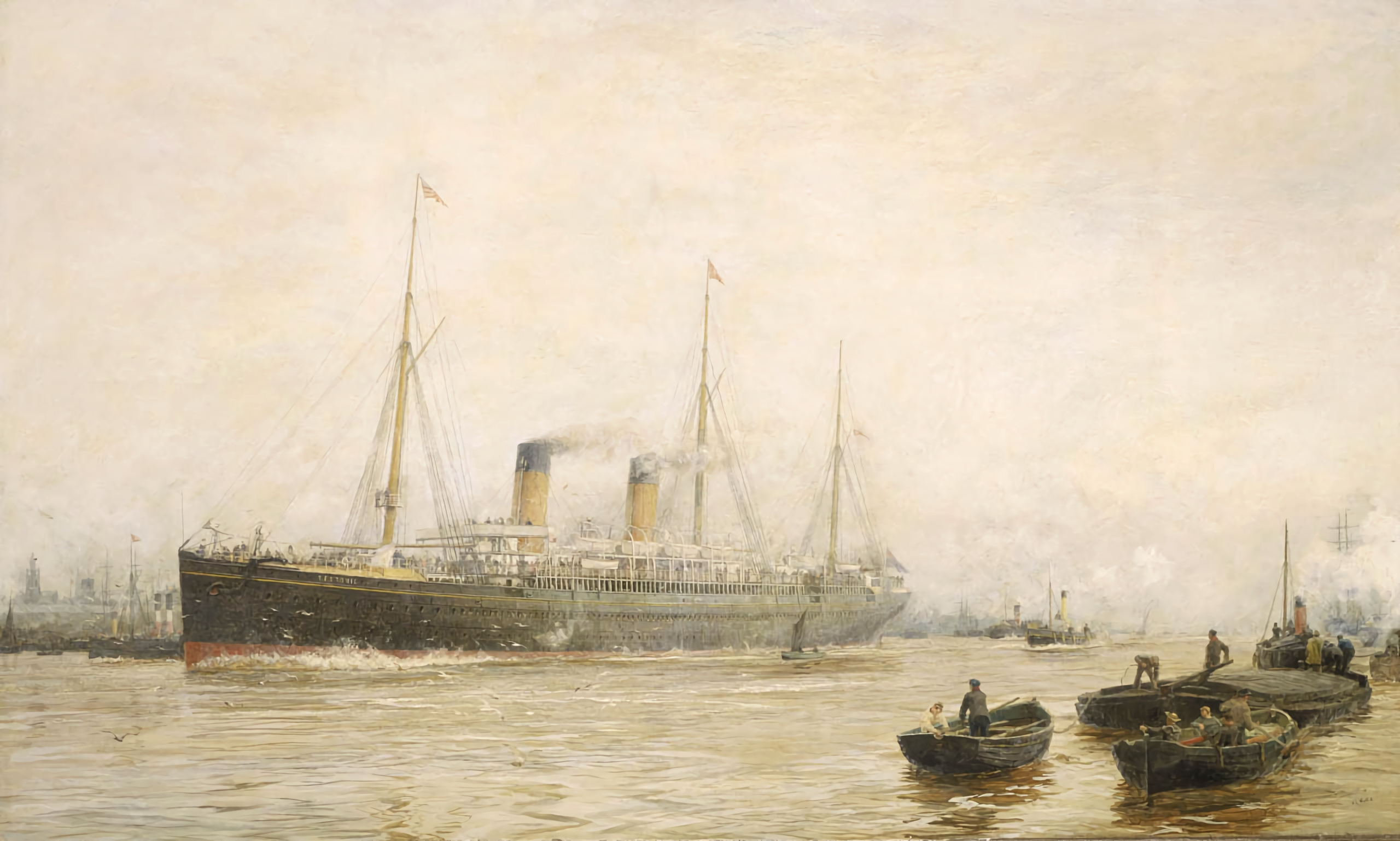
C'est la vue du Teutonic de la White Star Line qui pousse le Kaiser à vouloir de grands paquebots battant pavillon allemand.

À la fin du XIXe siècle, le Royaume-Uni domine les mers avec les puissants paquebots de ses principales compagnies maritimes, la Cunard et la White Star Line. Dès son arrivée au pouvoir, l'empereur d'Allemagne Guillaume II émet le désir de voir la flotte de son pays gagner en puissance pour concurrencer les Britanniques. En 1889, il est convié à la revue navale de Spithead, au Royaume-Uni, où il admire le Teutonic, nouveau navire de la White Star. Celui-ci est particulièrement imposant et rapide, et peut surtout être converti, en temps de guerre, en croiseur auxiliaire. Fortement impressionné, l'empereur déclare alors qu'il faudra que l'Allemagne « en ait quelques-uns comme celui-là ».
La Norddeutscher Lloyd, l'une des deux grandes compagnies maritimes allemandes, est la première à répondre à la demande du Kaiser, et entreprend avec les chantiers navals AG Vulkan de Stettin de construire un navire révolutionnaire, le Kaiser Wilhelm der Grosse. Celui-ci doit être rapide et imposant, bien qu'il ne dépasse pas en tonnage et en longueur le record établi par le Great Eastern en 1860. Ce dernier ayant cependant déjà été démoli, le Kaiser Wilhelm der Grosse est le plus grand navire de son temps.
Le lancement a lieu le 4 mai 1897 sous les yeux de l'empereur, et est baptisé du nom de Guillaume Ier, grand-père de Guillaume II. Par la suite, le navire est achevé dans un bassin de Bremerhaven avant sa mise en service programmée pour septembre.

### Carrière

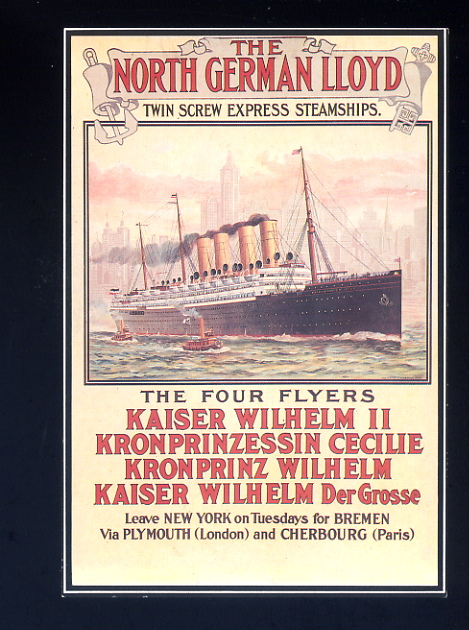
Affiche promotionnelle pour le quatuor de la Norddeutscher Lloyd.

Le Kaiser Wilhelm der Grosse effectue son voyage inaugural le 19 septembre 1897, entre Bremerhaven et New York. Il est prévu qu'il serve sur la ligne transatlantique entre l'Allemagne et les États-Unis, en faisant durant certaines traversées une escale à Cherbourg. Avec une capacité de 800 passagers de troisième classe, le navire a également pour vocation de profiter de la forte émigration au départ de l'Allemagne et des pays voisins.
En mars 1898, il remporte le prestigieux Ruban bleu récompensant la traversée de l'Atlantique Nord la plus rapide, avec une vitesse moyenne de 22,3 nœuds. Il met ainsi fin à la domination britannique en battant le record établi quatre ans plus tôt par le Lucania de la Cunard. Ce record marque une véritable surprise dans le monde maritime de l'époque. Qui plus est, il établit une domination totalement allemande pour les dix années à venir, puisque la vitesse du Kaiser Wilhelm der Grosse est dépassée en 1900 par un compatriote, le Deutschland de la Hamburg America Line. Atteindre une telle vitesse n'est cependant pas sans difficulté, puisque le paquebot a dû retourner aux chantiers Vulkan à deux reprises entre sa traversée inaugurale et son record pour faire améliorer ses machines.

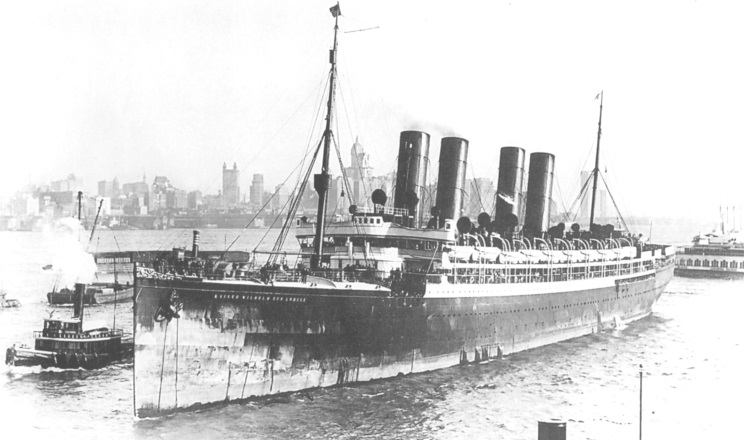
Le Kaiser Wilhelm der Grosse arrive dans le port de New York.

Le navire se montrant particulièrement satisfaisant, la NDL lui adjoint en 1901 un jumeau, le Kronprinz Wilhelm, puis deux autres, le Kaiser Wilhelm II et le Kronprinzessin Cecilie en 1903 et 1907. Le quatuor constituant la classe Kaiser se voit rapidement donner le surnom de Four Flyers. En précurseur, le Kaiser Wilhelm der Grosse est l'un des premiers paquebots équipés d'une installation de télégraphie sans fil par la compagnie Marconi en février 1900. Il est également le premier paquebot à arborer quatre cheminées, qui deviennent rapidement un symbole de sécurité et de prestige.
Sa carrière n'est cependant pas exempte d'incidents multiples. En juin 1900, à quai à Hoboken (dans le New Jersey), il échappe à un terrible incendie qui ravage le quai de la NDL et tue plus de 100 membres d'équipage en coulant trois navires. Six ans plus tard, le 21 novembre 1906, le navire est heurté par l’Orinico de la Royal Mail dans le port de Cherbourg. Cinq passagers sont tués sur le paquebot allemand et un trou de 21 mètres sur 8 est percé dans la coque. Un tribunal de l'Amirauté juge par la suite que le Kaiser Wilhelm der Grosse était dans son tort lors de l'accident,.
Du 26 janvier au 1er mars 1907, il effectue une croisière entre New York et la mer Méditerranée qui est la seule croisière jamais effectuée par un des « quatre cheminées » de la NDL. Avec le temps, le navire vieillit cependant, et fait pâle figure face à ses jumeaux plus prestigieux et récents, et surtout face au trio que prévoit de mettre en place la Hamburg America Line avec l’Imperator, le Vaterland et le Bismarck. En 1913, il subit donc une refonte pour ne transporter que des émigrants,.

### Première Guerre mondiale

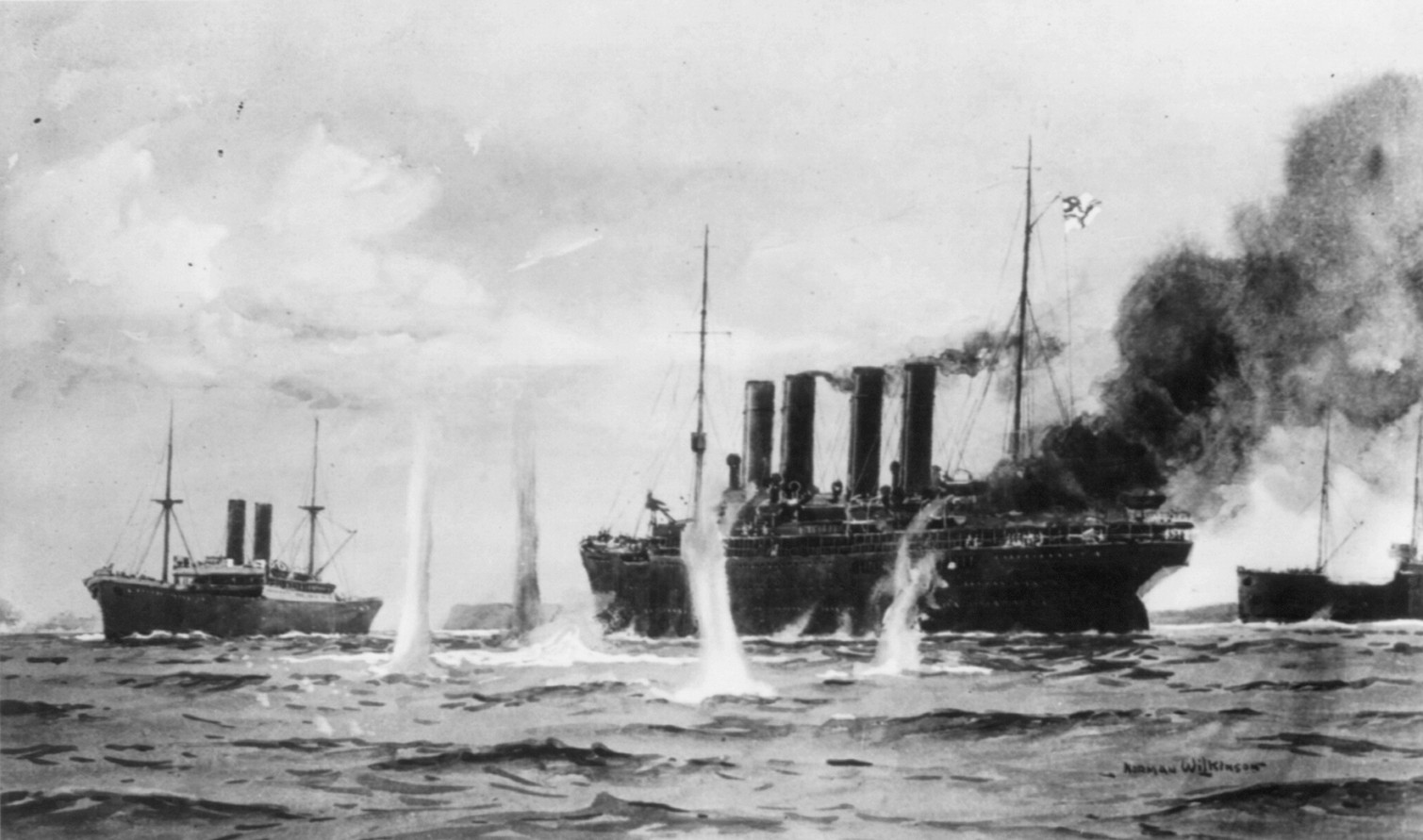
Peinture du combat entre le Kaiser Wilhelm der Große et le HMS Highflyer le 26 août 1914.

Dès 1908, les capitaines des navires allemands reçoivent des manuels sur les procédures à engager en cas de déclaration de guerre soudaine. En effet, le Kaiser Wilhelm der Grosse est conçu de façon à pouvoir être équipé de canons et transformé en croiseur auxiliaire. En août 1914, la situation internationale se tend et débouche sur la Première Guerre mondiale. Le navire est réquisitionné par la Kaiserliche Marine, peint en gris et noir, et équipé de canons. Il est ensuite envoyé dans les îles Canaries pour enrayer le trafic commercial ennemi. Tout comme son jumeau le Kronprinz Wilhelm, il est chargé de mener des opérations de piraterie. Il est, à cet effet, commandé par le capitaine Max Reymann, qui en avait déjà la responsabilité en temps de paix.
Le paquebot se met ensuite en chasse. Il réussit à s'emparer successivement de trois navires, le Tubal Cain, le Kaipara et le Nyanza dont il récupère l'équipage avant de les couler. Deux autres navires britanniques échappent à ce destin. En effet, le capitaine Reymann fait aborder les navires et constate qu'ils transportent quantité de femmes et d'enfants, et qu'ils ne contiennent pas d'armes et de matériel de guerre. Il les laisse donc poursuivre leur route.

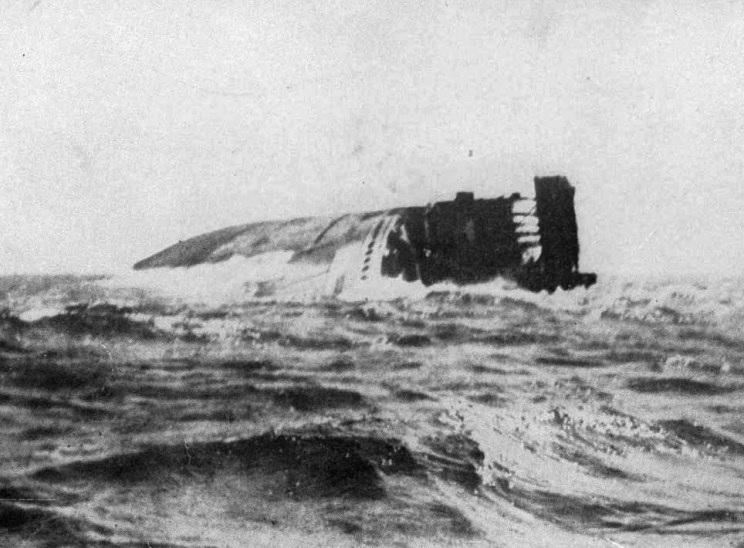
L'épave du Kaiser Wilhelm der Grosse dépassant de la surface de la mer.

La carrière militaire du Kaiser Wilhelm der Grosse est cependant de courte durée. Le 26 août 1914, il s'arrête au large de Río de Oro, à Dakhla pour se ravitailler en charbon. Le vieux croiseur britannique Highflyer profite de ce moment de faiblesse pour approcher. Sous les ordres de Reymann, le paquebot sort du port pour partir au combat. La bataille est rude, mais le navire allemand se retrouve finalement à court de munitions et est sévèrement touché. Le capitaine décide alors de saborder le navire et ordonne à l'équipage de faire exploser des charges de dynamite disposées au préalable. Cette version des faits n'est cependant pas celle des Britanniques qui rapportent dans un premier temps avoir coulé le paquebot par eux-mêmes.
L'équipage parvient à évacuer le navire, et le capitaine Reymann se sauve pour sa part en nageant jusqu'à la côte. Il regagne ensuite l'Allemagne en servant comme soutier dans un navire neutre. Pour sa part, le Kaiser Wilhelm der Grosse repose pendant près de quarante ans sur les lieux de son naufrage, son flanc tribord dépassant de la surface de l'eau. Il est finalement démantelé sur place en 1952.

## Caractéristiques

### Aspects techniques
Le Kaiser Wilhelm der Grosse mesure 200 m de longueur pour 20 m de largeur, et jauge 14 349 tonneaux. De fait, s'il n'atteint pas les dimensions gigantesques du Great Eastern de 1860, il reste le plus gros navire de son époque. Le navire affiche une silhouette particulière. En effet, sa superstructure s'étend jusqu'à sa poupe, chose peu commune sur les paquebots de l'époque. Une autre innovation est la présence de quatre cheminées groupées par deux, là où seulement deux seraient utiles. Elles ont pour but de créer une impression de puissance et de sécurité et deviennent rapidement une norme pour les grands paquebots jusqu'à la veille de la Première Guerre mondiale. Certains passagers vont même jusqu'à refuser d'embarquer sur des navires n'ayant pas autant de cheminées.
Concernant les machines, le navire est équipé de deux paires de machines à quadruple expansion, chaque paire alimentant une hélice. Cette combinaison lui permet d'atteindre une vitesse de 22 nœuds. La stabilité du navire est renforcée par des quilles latérales destinées à limiter le roulis. De plus, les machines bénéficient d'un système limitant les vibrations transmises au navire. Enfin, le navire dispose de deux mâts dont le premier comporte le nid-de-pie, mais ceux-ci ne sont pas destinés à comporter de voiles contrairement à ceux de paquebots plus anciens.

### Intérieurs

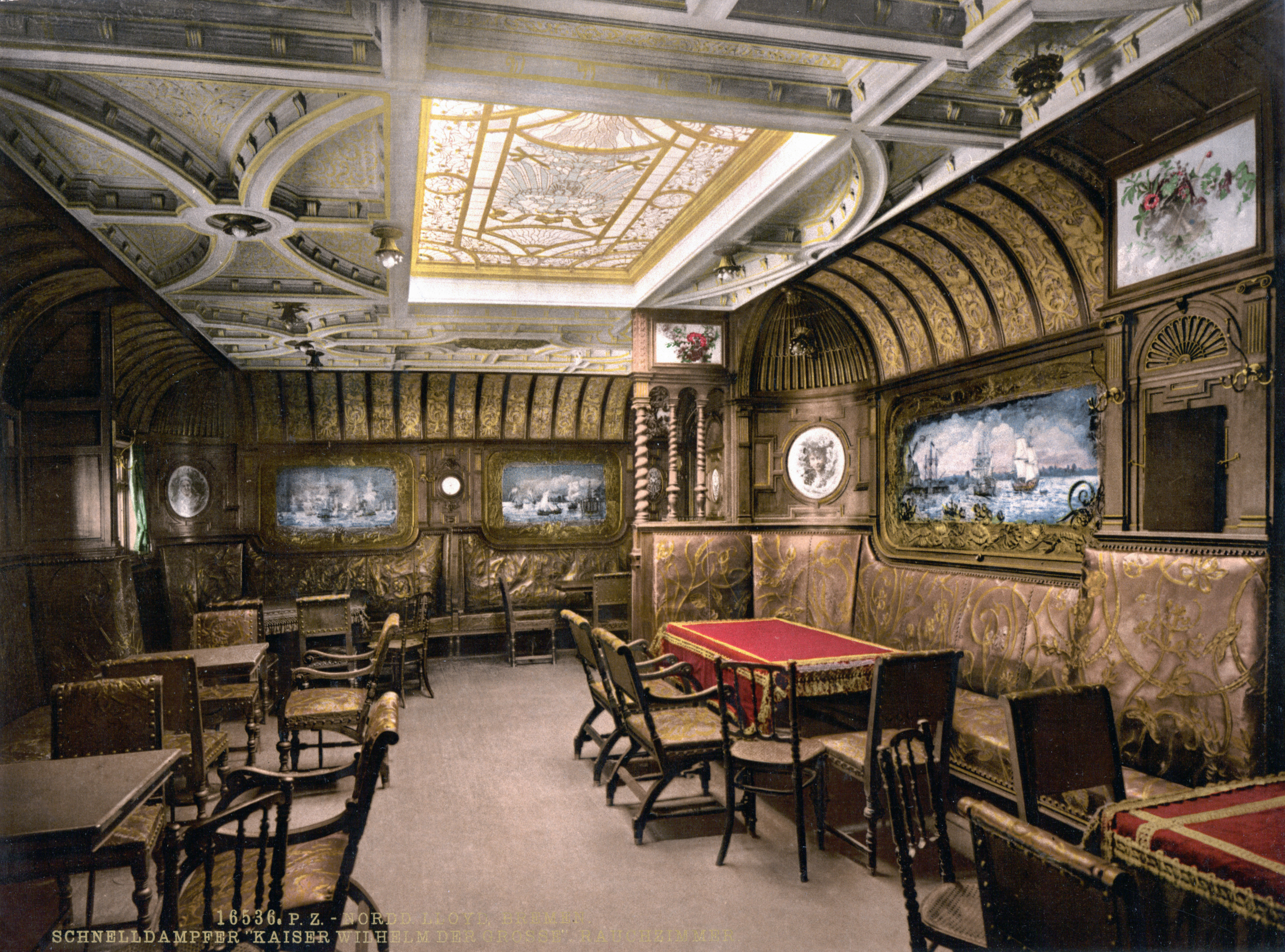
Carte postale représentant le fumoir du Kaiser Wilhelm Der Grosse.

Le Kaiser Wilhelm der Grosse est à l'origine conçu pour transporter 1 550 passagers : 400 en première classe, 350 en deuxième et 800 en troisième. À la suite de sa refonte de 1913, il n'accueille plus que des passagers d'entrepont. Le navire est servi par un équipage d'environ 800 membres : mécaniciens, personnel de pont, mais aussi stewards et autres personnels hôteliers. Contrairement aux navires plus anciens qui accordaient cette place à l'équipage, ce paquebot consacre tout son pont supérieur au logement des passagers, car il s'agit de l'endroit le plus agréable. Cette habitude est par la suite reprise par les autres navires.
La décoration du paquebot est de style néo-baroque et est l'œuvre de l'architecte Johannes Poppe. C'est la première fois que l'aménagement d'un navire est confié à un unique décorateur. Les installations sont d'un luxe inégalé, avec des espaces communs et cabines bien plus vastes que sur les navires plus anciens. Le navire est orné de vitraux, miroirs, dorures et tapis.
Les intérieurs sont richement décorés et passent souvent pour des pièces surchargées d'ornementations. Ainsi, le salon des premières classes n'est que dorures, moquettes, tapisseries et boiseries travaillées. De même, le fumoir du navire est décoré de tableaux et surmonté d'une coupole ornée de vitraux. La salle à manger est pour sa part décorée de colonnes et d'un plafond à caissons, mais conserve encore une caractéristique représentative des anciens paquebots : les chaises pivotantes fixées au sol.

Galerie de plusieurs aménagements intérieurs
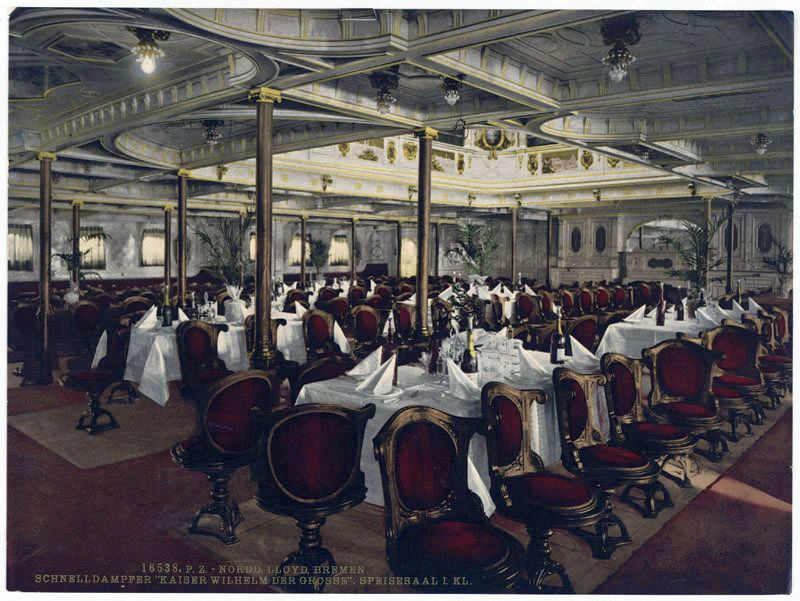
Le restaurant des premières classes.
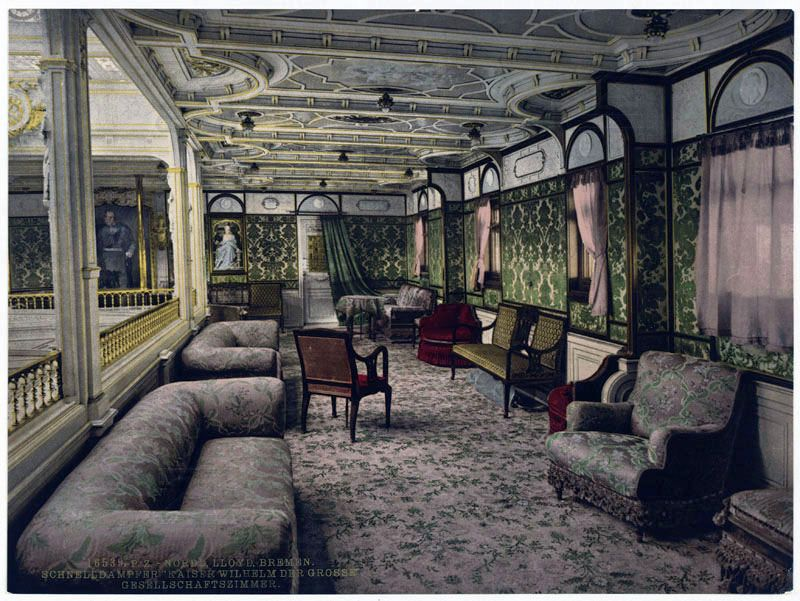
Une galerie aménagée en salon.
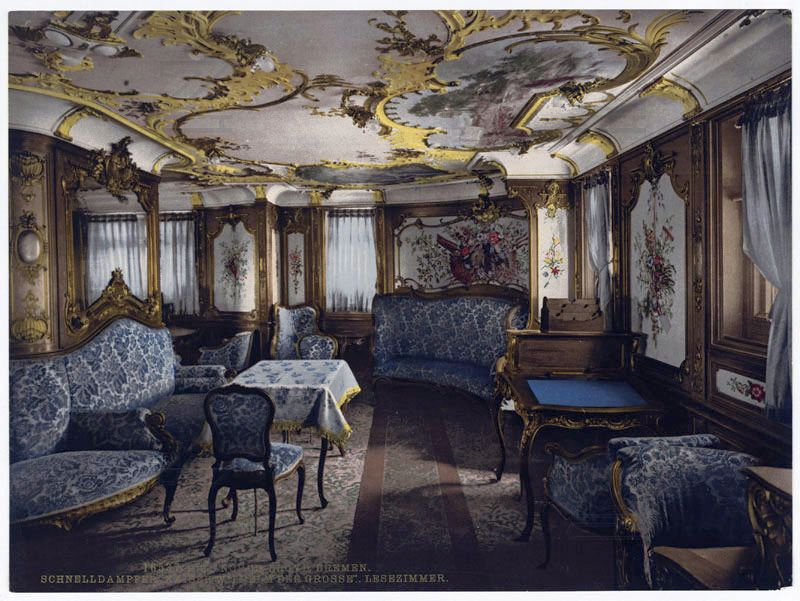
La salle de lecture.

## Postérité

### Découverte de l'épave
Le 6 septembre 2013, l'association Asslam présidée par Cheikh El Mami Ahmed Bazaid  a découvert la partie sur laquelle est inscrite le nom Wilhelm der Grosse, et a réussi à filmer l'épave (fait confirmé par le ministère marocain de la Culture le 8 octobre 2013).